# Jan Jurien van Langelaar

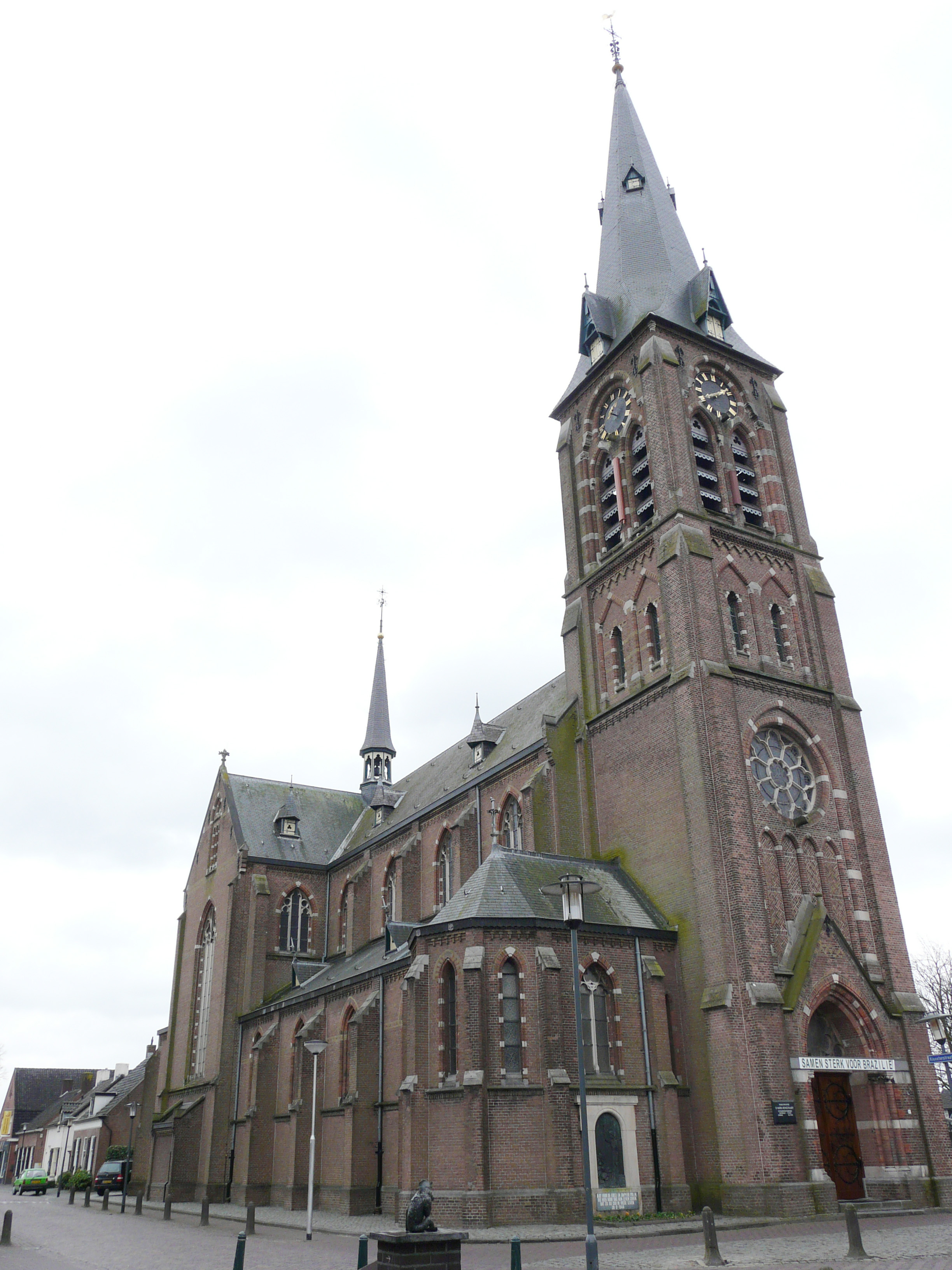
H. Maria Hemelvaartkerk, Bavel

Jan Jurien  van Langelaar (Amsterdam, 21 oktober 1840 - Princenhage, 19 januari 1917) was een Nederlands architect en leerling en medewerker van Pierre Cuypers. Zijn belangrijkste werk bestaat uit neogotische kerken.
Van Langelaar werkte aanvankelijk bij Waterstaat en trad in 1861 in dienst van Cuypers. Als uitvoerend architect gaf hij leiding aan de bouw van kerken en de uitvoering van restauraties van oude gebouwen. In 1871 werd de van oorsprong protestantse Van Langelaar katholiek. Rond 1879 vestigde hij zich als zelfstandig architect in Princenhage. Als zijn belangrijkste zelfstandige werk wordt de Onze-Lieve-Vrouwe Hemelvaartkerk te Breda (1888) genoemd. Deze kerk, gelegen aan de Ginnekenstraat 2, bezat een toren van 80 meter hoogte. Ze werd echter in 1966 onttrokken aan de eredienst en in 1967 gesloopt.

## Werken in dienst van Cuypers
Deze werken werden uitgevoerd volgens ontwerpen van Pierre Cuypers, en bestonden voornamelijk uit uitbreidingen en/of restauraties van reeds bestaande bouwwerken:
- Heilige Willibrorduskerk te Kloosterburen (1868-1869)
- Uitbreiding en restauratie van de Onze-Lieve-Vrouw Hemelvaartkerk te Beugen (1873)
- Restauratie van de Nederlands-Hervormde kerk te Stedum (1877-1878)
- Restauratie van Stadhuis van Nijmegen (verwoest in 1944) (1878-1881)
- Restauratie Kronenburgertoren te Nijmegen (1878-1885)
- Restauratie van Grote Sint-Janskerk te Oosterhout (1880-1883)

## Als zelfstandig architect
- De lijst is nog niet compleet

| Bouw      | Naam                             | Plaats        | Bijzonderheden                              | Afbeelding |
| --------- | -------------------------------- | ------------- | ------------------------------------------- | ---------- |
| 1879      | Kweekschool, Lange Noordstraat   | Middelburg    |                                             |            |
| 1880-1882 | Sint-Petrus' Bandenkerk          | Gilze         | Schip voor bestaande kerk. Verwoest in 1944 |            |
| 1882      | Onze-Lieve-Vrouw-Hemelvaartkerk  | Hoogerheide   |                                             |            |
| 1885      | Sint-Annakerk                    | Molenschot    |                                             |            |
| 1886      | Heilig Hart van Jezuskerk        | Bosschenhoofd | Afgebroken 1925                             |            |
| 1885-1887 | Onze-Lieve-Vrouwe Hemelvaartkerk | Bavel         |                                             |            |
| 1885-1887 | Sint-Gregoriuskerk               | Kruisland     |                                             |            |
| 1887      | Kerkhofkapel, Kerkstraat 1       | Bavel         |                                             |            |
| 1887      | Landhuis Meertensheim            | Breda         | Woning en atelier van J.J. van Langelaar    |            |
| 1888      | Onze-Lieve-Vrouwe Hemelvaartkerk | Breda         | Afgebroken 1967                             |            |
| 1890-1891 | Sint-Jansbasiliek                | Oosterhout    | Restauratie toren                           |            |
| 1896-1897 | Sint-Jozefkerk                   | Breda         | Afgebroken 1976                             |            |